# منتخب الدنمارك لكرة القاعدة
منتخب الدنمارك لكرة القاعدة هو ممثل الدنمارك الرسمي في المنافسات الدولية في كرة القاعدة
.